# Amisia
Amisia (altgriechisch Ἀμισία) ist ein Ortsname, der in der Geographia des Claudius Ptolemaios als einer der im Innern Germaniens nordwestlicher liegenden Orte (πόλεις) mit 31° 30' Länge (ptolemäische Längengrade) und 51° 30' Breite bzw. 53° 50' Breite angegeben wird. Amisia ist als Nr. 69 in der Liste aufgeführt. Amisia liegt damit nach Ptolemaios zwischen Streontion und Mounition. Ptolemaios führt die polis unter den drei wichtigen Städten in der Germania magna an. Wegen des Alters der Quelle kann eine Existenz des Ortes um 150 nach Christus angenommen werden.
Bislang konnte der Ort nicht sicher lokalisiert werden.
Ein interdisziplinäres Forscherteam um Andreas Kleineberg, das die Angaben von Ptolemäus neu untersuchte, lokalisierte 2010 Amisia anhand der transformierten antiken Koordinaten auf dem Gebiet beim heutigen Geismar, nahe Fritzlar in Hessen.
Im Januar 2011 wurde in einem Artikel der TU-Berlin der Ort Obervorschütz, ein Stadtteil von Gudensberg, als Amisa, ohne die Angabe „bei“, definiert. Als Begründung wird T für Topographisch angegeben, das 6. Identifizierungs Kriterium der TU Berlin. 
Die 6 Identifizierungs Kriterien der TU Berlin sind:
A rchäologisch, B arrington Atlas, H istorisch, K oordinaten, S iedlungs-Namenskontinuität und T opographisch.
Der umgerechnete entzerrte Ort von Ptolemaios der TU-Berlin ist 0,6 km nordwestlich von 34323 Elfershausen. Die Koordinaten sind: 51° 06* und 9° 30'.